# Lennard Maloney
Lennard Maloney (* 8. října 1999) je americký profesionální fotbalista, který hraje na pozici defenzivního záložníka za německý klub 1. FSV Mainz 05. Narodil se v Německu, ale hraje za národní tým Spojených států amerických.

## Klubová kariéra

### Union Berlín
Maloney strávil pět let v mládežnické akademii Unionu Berlín. V sezóně 2017/18 odehrál Maloney za Union Berlín v Bundeslize do 19 let 23 zápasů. Dne 1. dubna 2018 Maloney debutoval na profesionální scéně, když nastoupil v zápase 2. Bundesligy proti Greuther Fürth.

#### Hostování v Chemnitzeru
Dne 31. ledna 2020 byl Maloney zapůjčen do týmu Chemnitzer FC na zbytek sezóny 2019/20. Jeho debut za Chemnitzer přišel 15. února, kdy nastoupil proti 1. FC Magdeburg. Za Chemnitzer odehrál celkem osm zápasů.

### Borussia Dortmund II
Dne 7. srpna 2020 přestoupil zadarmo do Borussie Dortmund II.
Svůj první gól vstřelil 20. března 2021 při výhře 2:0 nad SV Lippstadt.

### Borussia Dortmund
Dne 23. října 2021 Maloney debutoval za seniorský tým Borussie Dortmund v Bundeslize, když v 88. minutě nastoupil jako náhradník při výhře Dortmundu 3:1 nad Arminií Bielefeld. V odvetném utkání si připsal druhý bundesligový zápas, když v 85. minutě nastoupil jako náhradník. Během sezóny 2021/22 byl ještě dvakrát nominován do týmu pro zápas.

### Heidenheim
Dne 27. dubna 2022 německá média informovala, že Maloney se od 1. července zadarmo připojí ke klubu 1. FC Heidenheim. Maloney posléze podepsal s tímto německým druholigovým klubem tříletou smlouvu.

### Mohuč
Dne 21. ledna 2025 podepsal Maloney smlouvu na tři a půl roku s týmem 1. FSV Mainz 05.

## Reprezentační kariéra

### Mládežnické výběry
Maloney v přátelských zápasech reprezentoval německé mládežnické reprezentační výběry do 18 a do 19 let. Dne 7. července 2018 přijal pozvánku do týmu Spojených států do 20 let a vyjádřil své přání reprezentovat Spojené státy. Své první dva zápasy za Spojené státy do 20 let si připsal v přátelských zápasech proti North Carolina FC a Tobacco Road FC.

### Seniorská reprezentace
V říjnu 2023 byl Maloney poprvé povolán do seniorského týmu Spojených států před dvěma přátelskými zápasy proti Německu a Ghaně. Pozoruhodné je, že se stal vůbec prvním hráčem Heidenheimu, který byl povolán do seniorského národního týmu.

## Osobní život
Maloney se narodil v Německu americkému otci a německé matce.

## Statistiky

### Klubové
Platí k zápasu hranému 7. března 2025.
| Klub                      | Sezóna            | Liga              | Liga   | Liga | Národní pohár | Národní pohár | Kontinentální | Kontinentální | Ostatní | Ostatní | Celkově | Celkově |
| Klub                      | Sezóna            | Soutěž            | Zápasy | Góly | Zápasy        | Góly          | Zápasy        | Góly          | Zápasy  | Góly    | Zápasy  | Góly    |
| ------------------------- | ----------------- | ----------------- | ------ | ---- | ------------- | ------------- | ------------- | ------------- | ------- | ------- | ------- | ------- |
| Union Berlín              | 2017/18           | 2. Bundesliga     | 1      | 0    | —             | —             | —             | —             | —       | —       | 1       | 0       |
| Chemnitzer FC (hostování) | 2019/20           | 3. Liga           | 8      | 0    | —             | —             | —             | —             | —       | —       | 8       | 0       |
| Borussia Dortmund II      | 2020/21           | Regionalliga West | 34     | 1    | —             | —             | —             | —             | —       | —       | 34      | 1       |
| Borussia Dortmund II      | 2021/22           | 3. Liga           | 27     | 1    | —             | —             | —             | —             | —       | —       | 27      | 1       |
| Borussia Dortmund II      | Celkově           | Celkově           | 61     | 2    | —             | —             | —             | —             | —       | —       | 61      | 2       |
| Borussia Dortmund         | 2021/22           | Bundesliga        | 2      | 0    | —             | —             | —             | —             | —       | —       | 2       | 0       |
| 1. FC Heidenheim          | 2022/23           | 2. Bundesliga     | 33     | 0    | 1             | 0             | —             | —             | —       | —       | 34      | 0       |
| 1. FC Heidenheim          | 2023/24           | Bundesliga        | 29     | 1    | 2             | 1             | —             | —             | —       | —       | 31      | 2       |
| 1. FC Heidenheim          | 2024/25           | Bundesliga        | 11     | 0    | 2             | 0             | 7             | 0             | —       | —       | 20      | 0       |
| 1. FC Heidenheim          | Celkově           | Celkově           | 73     | 1    | 5             | 1             | 7             | 0             | —       | —       | 85      | 2       |
| Mohuč                     | 2024/25           | Bundesliga        | 3      | 0    | —             | —             | —             | —             | —       | —       | 3       | 0       |
| Celkově v kariéře         | Celkově v kariéře | Celkově v kariéře | 148    | 3    | 5             | 1             | 7             | 0             | 0       | 0       | 160     | 4       |

### Reprezentační
Platí k zápasu hranému 20. listopadu 2023.
| Národní tým            | Rok     | Zápasy | Góly |
| ---------------------- | ------- | ------ | ---- |
| Spojené státy americké | 2023    | 2      | 0    |
| Celkově                | Celkově | 2      | 0    |